# Rencontres internationales de cinéma de Pontarlier
 (mai 2017).
Si vous disposez d'ouvrages ou d'articles de référence ou si vous connaissez des sites web de qualité traitant du thème abordé ici, merci de compléter l'article en donnant les références utiles à sa vérifiabilité et en les liant à la section « Notes et références ».
Les Rencontres internationales de cinéma de Pontarlier sont organisées par le Ciné-Club Jacques Becker et ont été créées en 1961 à Pontarlier (Doubs, France) par une poignée de passionnés du 7e art.
Elles proposent, une à trois fois par an, la présentation la plus exhaustive possible de l'œuvre d'un cinéaste, d'un producteur, d'un acteur ou d'un technicien du cinéma. 
La première Rencontre internationale de cinéma de Pontarlier a eu lieu en juin 1961 avec la présentation des films du cinéaste japonais Kenji Mizoguchi.
Depuis cette date, des cinéastes de renommée internationale sont venus à Pontarlier présenter leurs films : Elia Kazan, Joseph Losey, Luigi Comencini, Ettore Scola, John Boorman, Samuel Fuller, Volker Schlöndorff, Alain Tanner, Paolo Taviani, Giuseppe De Santis, Claude Sautet, Bertrand Tavernier, Dino Risi, Goran Paskaljevic, Montxo Armendariz, Jacques Perrin, Robert Guédiguian et Ariane Ascaride, Théo Angelopoulos, Francesco Rosi, Souleymane Cissé, Hiner Saleem, Isabelle Czajka, Michel Deville, etc.
De nombreux hommages ont également été rendus à des cinéastes, acteurs ou scénaristes disparus :
Rainer Werner Fassbinder, John Ford, Federico Fellini, Luis Buñuel, Max Ophüls, Georges Franju, Vittorio De Sica, Fritz Lang, Jacques Becker, Jacques Prévert, Michel Simon, Maurice Pialat, etc.